# わかさ氷ノ山キャンプ場
わかさ氷ノ山キャンプ場（わかさひょうのせんキャンプじょう）は鳥取県八頭郡若桜町にある町立のキャンプ場。条例に基づく名称は「若桜町氷ノ山キャンプ場」。レクリエーションゾーンわかさ氷ノ山自然ふれあいの里を構成する施設の一つ。

## 基本データ
- 所在地 - 鳥取県八頭郡若桜町舂米（つくよね）635-1
- 利用期間 - 4月下旬～10月末頃（積雪状況により変更あり）
- 総面積 - 約5ヘクタール

## 主な施設
- バンガロー 10棟（1棟定員8名）
- フリーキャンプサイト 42区画（1区画約25m2・定員5名）
- デッキキャンプサイト 13区画（1区画約15m2・定員6名）、常設テント付
- オートキャンプ場 - 43区画（1区画約80m2・定員5名）、電源、テーブル装備
- キャンピングカー対応オートキャンプ場 - 1区画約100m2・定員5名、電源、テーブル装備
- 炊事棟5棟
- 水洗トイレ棟 3棟
- 管理棟 - 温水シャワー、水洗トイレ装備
- スポーツ広場 - 面積7,500m2、サッカー使用可、ゲートボール・グラウンドゴルフ等の貸出しあり
- 第1テニコート 2面（ハード）
- 第2テニコート 2面（クレー）
- 駐車場 - 30台収容

## 交通アクセス
- 若桜鉄道 若桜駅 より若桜町営バス「氷ノ山自然ふれあいの里」行で25分、終点下車徒歩すぐ

## 周辺
- わかさ氷ノ山自然ふれあいの里
  - 鳥取県立氷ノ山自然ふれあい館響の森
  - 氷ノ山高原の宿氷太くん
- 舂米棚田 - 棚田百選
- わかさ氷ノ山スキー場